# Csikós
Un csikós (« gardien de troupeau de chevaux » en hongrois, prononcé « tchikôch », pluriel : csikósok) désigne l’éleveur et le gardien traditionnel des chevaux en Hongrie. Les csordás, les juhász et les kondás étant respectivement des bouviers, des bergers et des porchers.
En raison de l’industrialisation de l'élevage, il n’en reste aujourd'hui que quelques dizaines, autour de Budapest ou dans la Puszta (la steppe hongroise) de Hortobágy, près de Debrecen (une quinzaine de familles).

## Culture

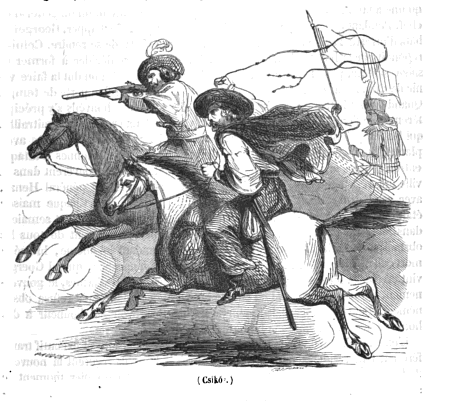
Csikós (vers 1850).

Encore au XIXe siècle, ils domptaient les chevaux sauvages des steppes et faisaient preuve dans ces opérations d'une adresse et d'un sang froid extraordinaires. Ils s'approchaient du cheval dont ils voulaient s'emparer, s'élançaient d'un seul bond sur le dos de l'animal et, sans selle, sans bride, se laissaient emporter un long moment jusqu'à ce qu'il tombait épuisé de fatigue ; alors ils mettaient pied à terre, le saisissaient à la crinière et lui passaient un licol : le cheval était dompté.
Lors de la révolution hongroise de 1848, les csikós, armés notamment de lacets et de lanières garnies de plomb pour neutraliser leurs ennemis, servaient dans la cavalerie et formaient l'élite des régiments de cavalerie hongrois.
Les csikós dressent les chevaux avec un fouet qu’ils fabriquent eux-mêmes, appelé fouet à cerceau en raison de son mouvement, animé par la rotation des poignets, qui décrit dans l’air un jeu de cercles.
Ils élèvent désormais le Nonius, race de cheval créée au XIXe siècle, dont le principal centre d’élevage se situe dans le haras d’Epona. Ils les font sortir pour qu’ils aillent paitre dans la Puszta et les font suer pour favoriser leur musculation. Avec ces chevaux, ils pratiquent la poste hongroise.